# Pierre Lhomme

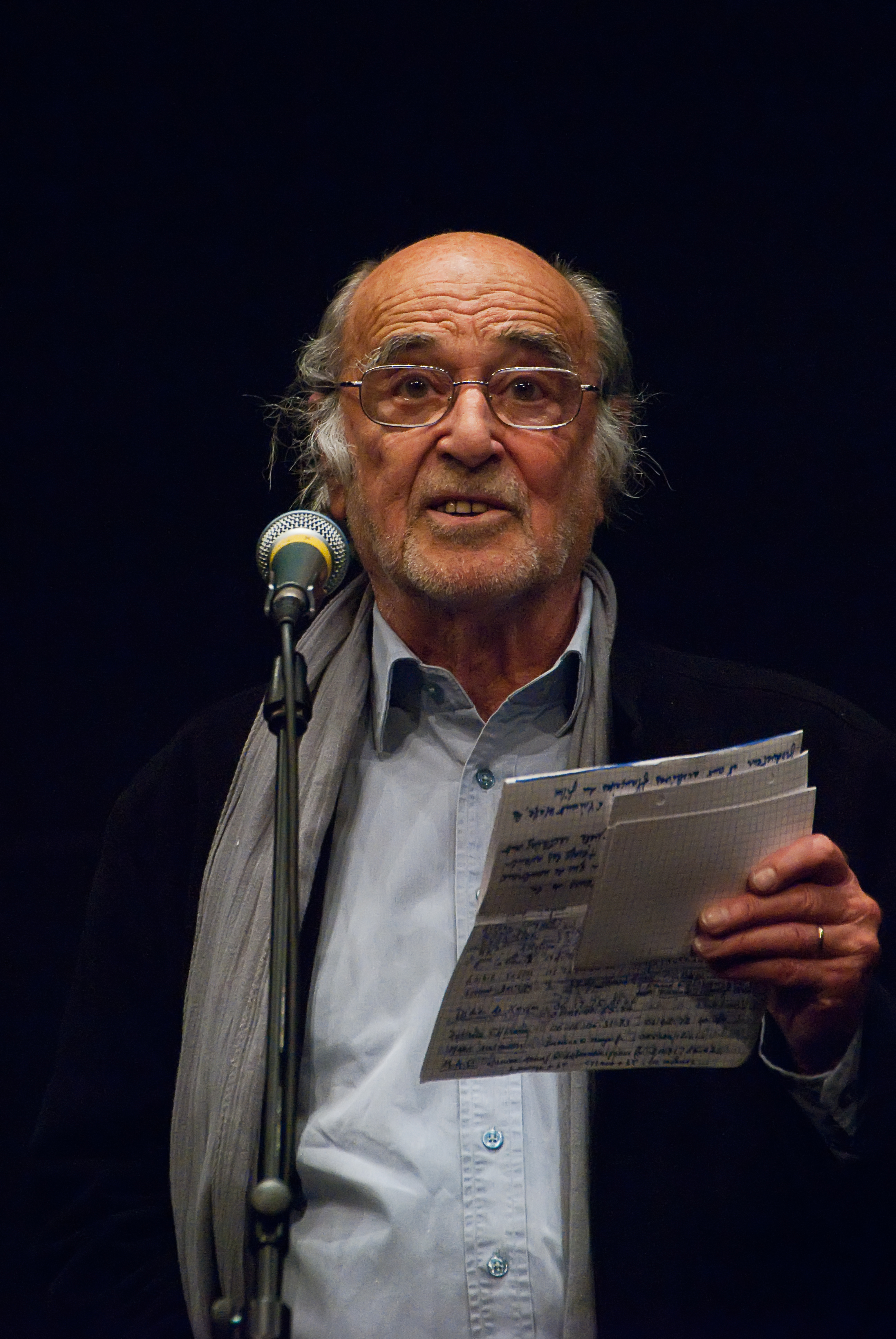
Pierre Lhomme (2008)

Pierre Lhomme (* 5. April 1930 in Boulogne-Billancourt; † 4. Juli 2019 in Arles) war ein französischer Kameramann.

## Leben
Pierre Lhomme erhielt eine Ausbildung als Kameramann während seines in Deutschland abgeleisteten Wehrdienstes. Als Assistent von u. a. Claude Renoir und Henri Alekan war er an zahlreichen Produktionen beteiligt, bis er im Jahr 1960 erstmals als Chefkameramann tätig war. Im Laufe seiner Karriere wurde Lhomme für unterschiedliche Filmprojekte engagiert und stand sowohl bei reinen Unterhaltungsfilmen als auch künstlerisch anspruchsvollen Werken hinter der Kamera. Nach mehreren Nominierungen für den César in der Kategorie Beste Kamera erhielt er den Filmpreis im Jahre 1989 für Camille Claudel und erneut 1991 für Cyrano von Bergerac.

## Filmografie (Auswahl)
- 1960: Amour in St. Tropez (Saint-Tropez Blues)
- 1962: Der Kampf auf der Insel (Le combât dans l’île)
- 1962: Der schöne Mai (Le joli mai)
- 1965: Leben im Schloß (La vie de château)
- 1966: Herzkönig (Le Roi de cœur)
- 1967: Das älteste Gewerbe der Welt (Le plus vieux métier du monde)
- 1967: Der Millionen-Coup der Zwölf (Mise à sac)
- 1968: La Chamade – Herzklopfen (La chamade)
- 1968: Mr. Freedom
- 1969: Armee im Schatten (L’armée des ombres)
- 1970: Der Mörder hinter der Tür (Quelqu’un derrière la porte)
- 1970: Vier Nächte eines Träumers (Quatre nuits d’un rêveur)
- 1971: Das späte Mädchen (La vieille fille)
- 1972: Sex-Shop
- 1973: Die Mama und die Hure (La maman et la putain)
- 1973: Ich weiß von nichts und sage alles (Je sais rien mais je dirai tout)
- 1973: Sweet Movie
- 1975: Das Fleisch der Orchidee (La chair de l’orchidée)
- 1975: Die große Ekstase (Le gand délire)
- 1975: Die schönen Wilden (Le sauvage)
- 1976: Im Schatten der Schlösser (L’ombre des châteaux)
- 1977: Die verschworenen Kinder (Les enfants du placard)
- 1977: Lautlose Angst (L’état sauvage)
- 1977: Süßer Wahn (Dites-lui que je l’aime)
- 1979: Die letzte Ausgabe (Judith Therpauve)
- 1979: Rückkehr zur Geliebten (Retour à la bien-aimée)
- 1981: Feuer und Flamme (Tout feu, tout flamme)
- 1981: Quartett (Quartet)
- 1982: Das Auge (Mortelle randonnée)
- 1987: Maurice
- 1988: Camille Claudel
- 1990: Cyrano von Bergerac (Cyrano de Bergerac)
- 1990: Homo Faber
- 1993: Toxic Affair
- 1995: Jefferson in Paris
- 1996: Mein Mann – Für deine Liebe mach’ ich alles (Mon homme)
- 1999: Cotton Mary
- 2003: Eine Affäre in Paris (Le divorce)